# Dagoberto Suárez Melo
Dagoberto Suárez Melo (abril de 1975 -  Villavicencio, 4 de diciembre de 2010) fue un político colombiano  que ocupó el cargo de Gobernador del Departamento de Guaviare en 2010.
Su predecesor como Gobernador, Oscar López Cadavid, dimitió de su puesto debido a una investigación sobre sus presuntos vínculos con narcotraficantes y Pedro "Cuchillo" Oliveiro Guerrero, líder de la milicia.
Dagoberto Suárez, miembro del Partido de Integración Nacional (PIN), fue elegido Gobernador de Guaviare por elección gubernamental en febrero de 2010. Suárez consiguió 11,777 votos en su elección, mientras que su oponente, José Pérez Restrepo del Partido Conservador Colombiano, fue segundo con 7,132 votos. La candidata liberal Janeth Solano fue tercera con 865 votos. La elección de Suárez acabó con doce años consecutivos de dominio conservador en Guaviare.
En la mañana del 4 de diciembre de 2010, Suárez fue atropellado resultó fatalmente herido en un accidente automovilístico mientras conducía por la carretera conocida por los baches entre Granada y San José del Guaviare. Había asistido a un foro regional en Granada el día anterior. El accidente tuvo lugar en un área llamada Los Mangos, una sección rural del municipio de Puerto Concordia en el departamento del Meta. El conductor del vehículo dijo que estalló la llanta izquierda dela rueda y la furgoneta empezó a hacer vueltas de campana durante sesenta metros.
Suárez sufrió múltilples heridas en la cabeza en el accidente, incluida una hemorragia cerebral e inflamación. Fue trasladado en helicóptero al hospital, donde fue intervenido para reducir la presión en su cererbro. Según las declaraciones del director del Hospital Departamental de Villavicencio, Dagoberto Suárez murió en la durante el transcurso de la operación.
Paul Robledo, Ministro de justicia de Guaviare, se convirtió en el gobernador interino hasta que se pudiera elegir un sucesor permanente.